# La Gloria (Veracruz)
La Gloria é uma localidade do estado mexicano de Veracruz, localizada na parte central do estado, no município de Perote.

## Geografia
La Gloria localiza-se no Valle de Perote, numa das zonas mais elevadas do estado de Veracruz. Encontra-se a uma distância aproximadamente de 40 quilómetros a sul da cidade de Perote e a sudeste de Cofre de Perote. A comunicação com Perote faz-se por uma estrada secundária, que por sua vez conduz à capital do estado, Xalapa.

## Demografia
De acordo com os dados do Instituto Nacional de Estatística e Geografia do México, realizado em 2005, a população de La Gloria totaliza 2.243 pessoas, das quais 1.092 são homens e 1.151 são mulheres. A principal actividade económica da localidade é a pecuária.

## Surto de gripe A (H1N1)
Na sequência do surto da gripe suína, em 2009, diversas fontes indicaram que a origem da mesma encontrar-se-ia numa quinta de criação de porcos nas proximidades da população, pertencente à empresa Granjas Carroll de México. Tendo esta começado a causar doenças respiratórias na população local, desde Dezembro de 2008. Lugar onde se registou a mortes de dois bebés no mês de Março por alegada pneumonia, no mesmo mês, outro menor sofreu o único caso confirmado de gripe suína, mas conseguiu recuperar-se, pelo que as autoridades anunciaram um cerco sanitário à população e o check-up médico aos mesmos. Todavia, o governo de Veracruz negou que a origem da gripe, registada no México desde 23 de Abril, tenha sido na dita localidade. Pelo que até ao momento continua sem existir qualquer tipo de prova concludente que assinale La Gloria como o lugar de origem da epidemia.
Em 14 de Maio de 2009 a Secretaria da Agricultura, Pecuária, Desenvolvimento Rural, Pesca e Alimentação afirmou que, segundo os seus estudos, não havia presença do vírus H1N1 entre os porcos da exploração Granjas Carroll, embora, afirmando, que foi nesta comunidade que se originou o surto de influenza A (H1N1).